# Wilhelm von Gegerfelt
Wilhelm von Gegerfelt (9. november 1844, Gøteborg, 2. april 1920 Torekov, Kristianstads län) var en svensk landskabsmaler og gravør. Han var søn af arkitekten Victor von Gegerfelt.
Wilhelm von Gegerfelt studerede fra 1861-63 ved kunstakademiet i København, fra 1864-67 ved akademiet i Stockholm og sidst fra 1867-72 i Düsseldorf. Herefter flyttede han til Paris og arbejdede her med nye teknikker. Sammen med Alfred Wahlberg blev han den første svenske repræsentant for det moderne stemningsdrevne landskabsmaleri. Han foretog studierejser til Frankrigs nordkyst, tilbage til Sverige og til Italien. Von Gegerfelt er repræsenteret i samlingerne på Sveriges Nationalmuseum med Stormen (akvarel, motiv fra Dallerne, indkøbt 1886) og Strand på Hallands Väderö (olie, 1893), på Skagens Museum samt på Göteborgs konstmuseum med Strandgade i Venezia (1884), oliemaleriet Vinterafton på Hallands Väderö (1893) samt akvarellen Fjällbacka. Von Gegerfelts dygtighed i at fange stemningen i naturlandskab viser sig tydeligt i maleriet Sen Vinterdag (olie, 1894).
I sine sidste år var von Gegerfelt bosat i Torekov.

## Billedgalleri
- Vinterlandskab med gård i aftenstemning
- Sen vinterdag